# Godsdienstvrede van Augsburg

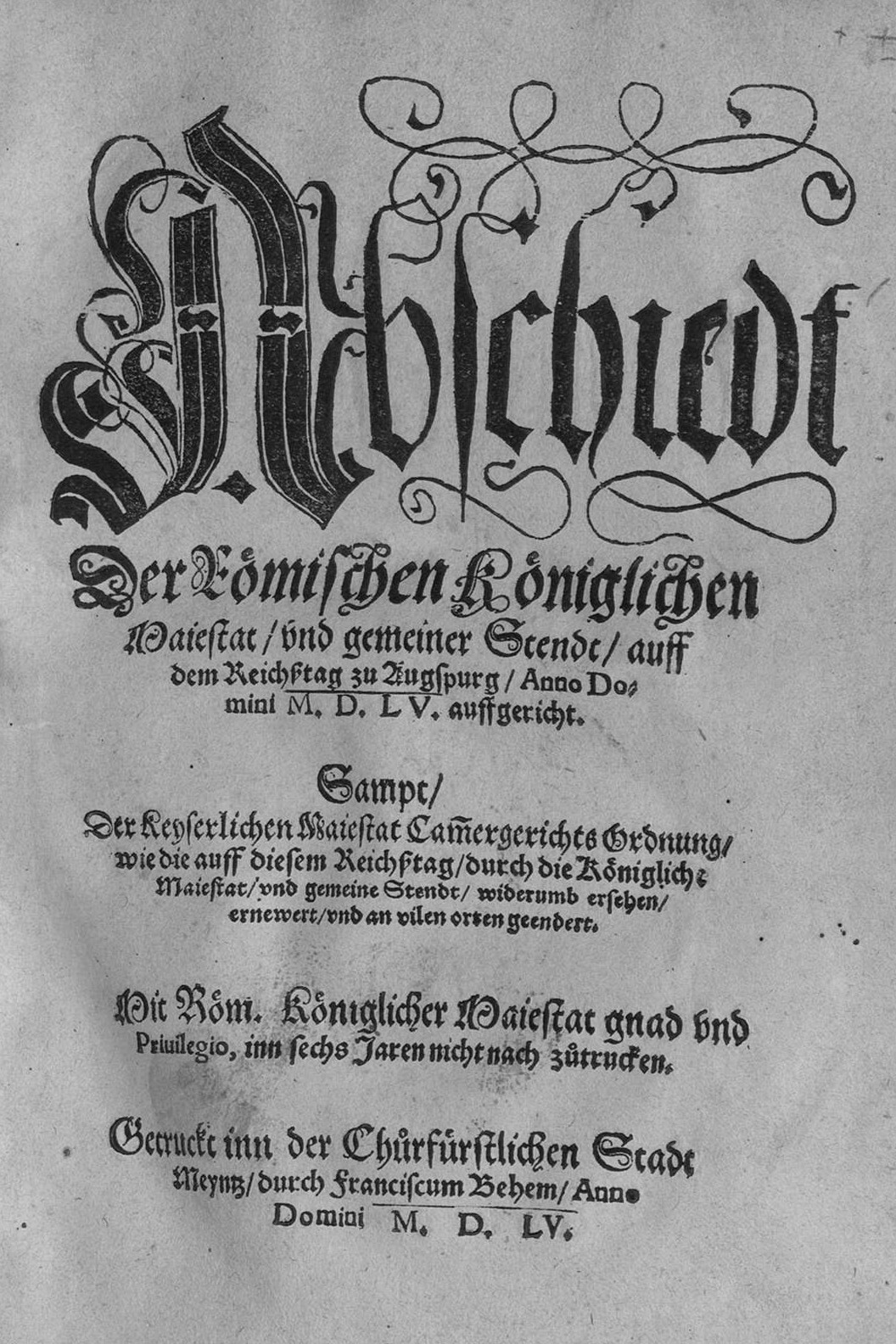
Titelblad van het verdrag.

De Godsdienstvrede van Augsburg was een vredesovereenkomst die op 25 september 1555 – na veertig jaar van religieuze twisten in het Heilige Roomse Rijk, met als hoogtepunten de Schmalkaldische Oorlog (1546-1552) en de Vorstenopstand – in de vrije rijksstad Augsburg getekend werd tussen de Habsburgse keizer Karel V, vertegenwoordigd door zijn broer Ferdinand, en de katholieke rijksgroten aan de ene kant, en het Schmalkaldisch Verbond aan de andere kant.
De vrede van Augsburg ging uit van het principe cuius regio, eius religio (van wie het land is, is ook de godsdienst). Dit hield in dat iedere rijksvorst zelf besliste welke godsdienst in zijn gebied opgelegd werd en daarom ook de kerkgoederen mocht beheren. In het verdrag werd bewerkstelligd dat bisschoppen die zich tot het protestantisme bekeerden, afstand moesten doen van hun geestelijke macht. Protestantse onderdanen mochten onder betaling van losgeld verhuizen uit een katholiek landsgedeelte en omgekeerd. 
De godsdienstvrede maakte definitief en officieel een einde aan de geloofseenheid in het Heilige Roomse Rijk, waarvan feitelijk al enige tijd geen sprake meer was. Het was ook een overwinning van de Duitse vorsten op het centrale gezag van de keizer en heeft wellicht bijgedragen aan de decentrale structuur die Duitsland sindsdien gehouden heeft.

Karel V ervoer de Vrede van Augsburg als een enorme nederlaag voor zijn politiek, want handhaving van de eenheid onder de christenen was een van zijn belangrijkste doelen. Deze nederlaag had invloed op zijn besluit om in datzelfde jaar afstand te doen van de troon ten gunste van zijn zoon: Filips II.
— Walburg pers Educatief; De republiek in een tijd van vorsten